# Punggol
Punggol – stacja podziemna Mass Rapid Transit (MRT) na North East Line w Singapurze. Stanowi północny kraniec North East Line. Jest stacją przesiadkową na Punggol LRT Line.